# 알레한드로 아라베나

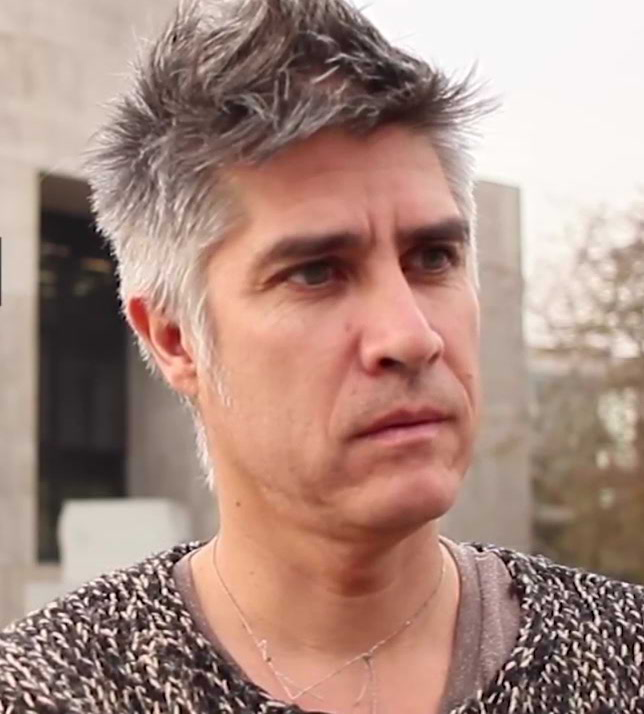
알레한드로 아라베나

알레한드로 가스톤 아라베나 모리(스페인어: Alejandro Gastón Aravena Mori, 1967년 6월 22일 ~ )는 칠레의 건축가이다. 엘레멘탈 S.A.(Elemental S.A.)의 전무이사를 역임했으며 2016년에는 건축계의 노벨상으로 여겨지는 프리츠커상을 수상했다.

## 생애
산티아고 출신인 아라베나는 1992년에 칠레 교황청 가톨릭 대학교를 졸업하고 1994년에 알레한드로 아라베나 건설 회사를 설립했다. 아라베나는 2000년부터 2005년까지 미국 하버드 대학교 디자인 대학원 초빙 교수로 근무하는 한편 칠레 교황청 가톨릭 대학교에서 건축학과 교수로 근무했다. 아라베나가 설계한 대표적인 건축물로는 칠레 교황청 가톨릭 대학교의 건축학과 및 교직원의 워크숍 건물로 사용되고 있는 시암 타워가 있다.
2006년에는 사회적 관심사를 가진 칠레의 수익 회사인 엘레멘탈 S.A.(Elemental S.A.)의 전무이사로 임명되었으며 2009년부터 2015년까지 프리츠커상 심사위원을 역임했다. 2015년 7월에는 이탈리아 베네치아 비엔날레 조직위원회로부터 건축전 담당국장으로 임명되었고 2016년 베네치아 국제건축전시회의 큐레이터로 활동했다. 2016년에는 프리츠커상 수상자로 선정되는 영예를 안았다.
아라베나의 건축 철학은 일정 부분을 건축가가 짓고 나머지를 입주하는 사람들이 채워나가자는 인도주의적인 건축 철학이다. 즉 돈이 없는 서민이 모두 다 완성된 집을 산다면 이에 대한 비용과 부담은 매우 클 것이다. 그러나 뼈대를 비롯한 기초가 되는 건물의 일부만 먼저 만들어 싸게 집을 사고 나머지 영역은 살아가면서 천천히 돈을 벌어 나가면서 지으면 된다는 것이다.